# Kunming Challenger 2013
Il Kunming Challenger 2013 è stato un torneo di tennis facente parte della categoria ATP Challenger Tour nell'ambito dell'ATP Challenger Tour 2013. È stata la 1ª edizione del torneo che si è giocata a Kunming in Cina dal 6 al 12 maggio 2013 su campi in cemento e aveva un montepremi di $125,000.

## Partecipanti singolare

### Teste di serie
| Nazionalità   | Giocatore          | Ranking* | Testa di serie |
| ------------- | ------------------ | -------- | -------------- |
| Taipei cinese | Lu Yen-hsun        | 71       | 1              |
| Slovacchia    | Lukáš Lacko        | 78       | 2              |
| Israele       | Dudi Sela          | 104      | 3              |
| Russia        | Alex Bogomolov Jr. | 107      | 4              |
| Giappone      | Gō Soeda           | 114      | 5              |
| Giappone      | Tatsuma Itō        | 124      | 6              |
| Australia     | Matthew Ebden      | 135      | 7              |
| Giappone      | Yūichi Sugita      | 136      | 8              |

- Ranking al 29 aprile 2013.

### Altri partecipanti
Giocatori che hanno ricevuto una wild card:
- Chang Yu
- Gong Maoxin
- Li Zhe
- Ouyang Bowen

Giocatori che sono passati dalle qualificazioni:
- Victor Baluda
- Laurynas Grigelis
- James McGee
- John-Patrick Smith

Giocatori che hanno ricevuto un entry come special exempt:
- Márton Fucsovics
- Yang Tsung-hua

## Partecipanti doppio

### Teste di serie
| Nazionalità | Giocatore          | Nazionalità | Giocatore          | Ranking* | Testa di serie |
| ----------- | ------------------ | ----------- | ------------------ | -------- | -------------- |
| Thailandia  | Sanchai Ratiwatana | Thailandia  | Sonchat Ratiwatana | 146      | 1              |
| Australia   | Samuel Groth       | Australia   | John-Patrick Smith | 210      | 2              |
| India       | Purav Raja         | India       | Divij Sharan       | 225      | 3              |
| Sudafrica   | Rik De Voest       | Australia   | Chris Guccione     | 243      | 4              |

- Ranking al 29 aprile 2013.

### Altri partecipanti
Coppie che hanno ricevuto una wild card:
- Gao Xin /  Li Zhe
- Gong Maoxin /  Zhang Ze
- Tan Hai-Yun /  Yang Jing Zhu

## Vincitori

### Singolare
Alex Bogomolov Jr. ha battuto in finale  Rik De Voest con il punteggio di 6–3, 4–6, 7–6(2).

### Doppio
Samuel Groth /  John-Patrick Smith hanno battuto in finale  Gō Soeda /  Yasutaka Uchiyama con il punteggio di 6–4, 6–1.